# Jani Sievinen
Jani Sievinen, né le 31 mars 1974 à Vihti, est un nageur finlandais. Spécialiste des épreuves de 4 nages, il fut vice-champion olympique sur 200 m 4 nages en 1996 à Atlanta derrière le Hongrois Attila Czene. Ayant participé à quatre olympiades il était, durant la décennie 1990, l'un des meilleurs nageurs finlandais avec Antti Kasvio.
Un an après sa première participation olympique à Barcelone, il remporte son premier titre majeur en 1993 aux Championnats d'Europe de Sheffield avant de devenir champion du monde en 1994 en remportant l'épreuve du 200 m 4 nages (record du monde à la clé). Triple champion d'Europe en 1995, il dispute ses seconds Jeux à Atlanta en Jeux olympiques d'été de 1996 et décroche la médaille d'argent sur l'épreuve du 200 m 4 nages. De 1991 à 2004, il a remporté 5 titres de champion d'Europe en grand bassin 4 autres médailles.
En petit bassin, le Finlandais remporta 4 titres mondiaux et 7 européens et a détenu pendant 9 ans le record du monde du 200 m 4 nages (avant que Michael Phelps ne l'améliore) et celui du 400 m 4 nages pendant 4 ans. Il a arrêté sa carrière après l'Euro 2006 en petit bassin organisé dans son pays à Helsinki.

## Records
- Record du monde sur 200 m 4 nages
- en grand bassin : 1 min 58 s 16 le 11 septembre 1994 à Rome (battu par Michael Phelps en 2003) ;
- en petit bassin : 5 améliorations entre 1992 et 1994 (battu par László Cseh en 2000).
- Record du monde sur 400 m 4 nages
- en petit bassin : 2 améliorations en 1993 et 1996 (battu en 1997 par Marcel Wouda).

## Palmarès

### Jeux olympiques
- Jeux olympiques de 1996 à Atlanta (États-Unis) :
  -  Médaille d'argent sur l'épreuve du 200 m 4 nages (2 min 0 s 13).

### Championnats du monde
Grand bassin :
- Championnats du monde 1994 à Rome  Italie
  -  Médaille d'or du 200 m 4 nages (1 min 58 s 16 Record du monde).
  -  Médaille d'argent du 400 m 4 nages (4 min 13 s 29)

Petit bassin :
- Championnats du monde 1999 à Hong Kong 
  -  Médaille d'or du 100 m 4 nages
- Championnats du monde 2000 à Athènes  Grèce
  -  Médaille d'argent du 100 m 4 nages.
  -  Médaille d'or sur du 200 m 4 nages
  -  Médaille d'or du 400 m 4 nages
- Championnats du monde 2002 à Moscou  Russie
  -  Médaille d'or du 200 m 4 nages
  -  Médaille d'argent du 100 m 4 nages

### Championnats d'Europe
| Année / Discipline | NL    | 4N    | 4N    |
| Année / Discipline | 200 m | 200 m | 400 m |
| 1991 Athènes       | -     | 8e    | 5e    |
| 1993 Sheffield     | -     | 1er   | 2e    |
| 1995 Vienne        | 1er   | 1er   | 1er   |
| 1997 Séville       | -     | 3e    | 7e    |
| 1999 Istanbul      | -     | 3e    | -     |
| 2002 Berlin        | -     | 1er   | -     |
| 2004 Madrid        | -     | 2e    | -     |

| Année / Discipline | Dos  | 4 nages | 4 nages | Relais      | Relais      |
| Année / Discipline | 50 m | 100 m   | 200 m   | 4 × 50 m NL | 4 × 50 m 4N |
| 1991 Gelsenkirchen | 1er  | -       | -       | -           | -           |
| 1992 Espoo         | 1er  | 1er     | -       | -           | 1er         |
| 1998 Sheffield     | -    | 1er     | 3e      | -           | -           |
| 2001 Anvers        | -    | 3e      | 2e      | -           | -           |
| 2002 Riesa         | -    | 2e      | 1er     | 2e          | -           |
| 2003 Dublin        | -    | 2e      | 1er     | 7e          | 5e          |
| 2006 Helsinki      | -    | 5e      | -       | -           | -           |